# Palmers chipmunk
De Palmers chipmunk (Neotamias palmeri) is een zoogdier uit de familie van de eekhoorns (Sciuridae). De wetenschappelijke naam van de soort werd voor het eerst geldig gepubliceerd door Clinton Hart Merriam in 1897.

## Voorkomen
De soort komt voor in de Verenigde Staten.